# Thierry Coulhon
Thierry Coulhon, né le 9 septembre 1958 à Vichy, est un mathématicien, universitaire et haut fonctionnaire français. 
Ancien président de l'université de Cergy-Pontoise, il a notamment dirigé le programme « campus d'excellence » pour le Grand emprunt, le Mathematical Sciences Institute de la Australian National University (ANU) et l'université PSL. Après avoir été, entre 2017 et 2020, conseiller éducation, enseignement supérieur, recherche et innovation du président de la République Emmanuel Macron, il est président du collège du Haut Conseil de l'évaluation de la recherche et de l'enseignement supérieur de 2020 à 2023, puis président par intérim de l’IP Paris.

## Formation
Après avoir obtenu son baccalauréat avec les félicitations du jury en 1975, il est admis à l'École polytechnique en 1977 mais en démissionne l'année suivante. Il obtient ensuite une licence et une maîtrise de mathématiques pures en 1980 à l’université Clermont-Ferrand II, puis l'agrégation de mathématiques préparée comme auditeur libre à l'École normale supérieure (Paris) l'année suivante, et obtient un DEA d'analyse à l'université Paris VI en 1982. Il est spécialiste d'analyse géométrique.
En parallèle à son cursus de mathématiques, il entreprend des études de philosophie : DEUG et licence à l’université de Clermont-Ferrand II en 1980, C2 de maîtrise à l’université Paris I en 1982 puis préparationnaire à l’agrégation comme auditeur libre à l’École normale supérieure de Sèvres jusqu'en 1983 ; DEA d’Histoire et philosophie des sciences à l'université Paris-1 Panthéon-Sorbonne en 1985.
Il soutient sa thèse de mathématiques à l'université Pierre-et-Marie-Curie en 1984 sous la direction de Gilles Pisier.

## Carrière universitaire et administrative

### Enseignements
Il est nommé assistant à l'université Pierre-et-Marie-Curie en 1984 puis maître de conférences en 1989 et habilité à diriger des recherches en 1991. En 1992 il est nommé professeur à l'université de Cergy-Pontoise. Il est promu professeur de classe exceptionnelle en septembre 2006.

### Fonctions administratives
Il a occupé plusieurs postes à l'université de Cergy-Pontoise : vice-président du conseil scientifique de 1995 à 1996, vice-président à la contractualisation de 1996 à 1999, et chargé de mission culture de 1999 à 2003, puis est élu président de juin 2004 à juillet 2008. Il a été aussi élu vice-président de la Conférence des présidents d'université, de décembre 2006 à l'été 2008. Entre 2012 et 2015, il a été directeur du Mathematical Sciences Institute de l'Australian National University (ANU) à Canberra. Le 2 février 2015, il devient président de l'Université de recherche Paris Sciences et Lettres (PSL Research University), confirmé dans ses fonctions le 10 septembre 2015. Il démissionne lors d'un conseil d'administration extraordinaire le 24 mai 2017 où Marc Mézard est élu comme son successeur par intérim.
Il est auditionné avec trois autres candidats à la présidence du HCERES le 28 juillet 2020 par une commission présidée par la secrétaire générale du gouvernement Claire Landais, après un processus démarré un an auparavant, au cours duquel 160 chercheurs avaient opposé leur candidature à celle de Thierry Coulhon,,. En septembre 2019, Thierry Coulhon avait affirmé qu’il fallait « donner à l’évaluation son plein impact, c’est-à-dire construire, ou plutôt reconstruire, le lien entre l’évaluation et l’allocation des moyens », se prononçant ainsi en faveur d'une évaluation quantitative de la recherche étroitement liée à son pilotage.
Il est nommé président du collège du Haut Conseil de l'évaluation de la recherche et de l'enseignement supérieur le 30 octobre 2020, et quitte ses fonctions le 26 septembre 2023, peu avant d'être nommé président par intérim de l’IP Paris.

### Engagement politique
Il est nommé conseiller spécial au sein du cabinet de la Ministre de l'Enseignement supérieur et de la Recherche en juin 2008 et supervise l'application de la loi relative aux libertés et responsabilités des universités avant de devenir directeur adjoint du cabinet ministériel de Valérie Pécresse d'octobre 2009 à avril 2010. Il rejoint ensuite le Commissariat général à l'investissement, sous l'autorité du Premier ministre François Fillon, chargé de la mise en œuvre du Grand emprunt et devient directeur du programme « campus d'excellence », fonction qu'il occupe jusqu'à l'été 2012.
Sous un mot d'ordre d'unification des grandes écoles et des universités, il préconise pour ces dernières un traitement de choc comportant en particulier l'institutionnalisation de la sélection à l'entrée. La solution qu'il envisage pour résoudre le problème du travail supplémentaire que demanderait cette sélection de « faire travailler plus les enseignants-chercheurs pour mener à bien cette sélection » suscite certain scepticisme, tandis que son interprétation des difficultés des EPST - « les organismes sont aujourd’hui étranglés par leur masse salariale car ils ont choisi de recruter beaucoup de chercheurs » - inquiète les personnels des établissements concernés.
Il est, du 1er juin 2017 au 30 octobre 2020, conseiller éducation, enseignement supérieur, recherche et innovation auprès du président de la République Emmanuel Macron.
Thierry Coulhon participe le 8 janvier 2022, aux côtés notamment de Jean-Michel Blanquer, Mathieu Bock-Côté, Pascal Bruckner, Jean-François Braunstein, Claude Habib, Emmanuelle Hénin, Jacques Julliard, Pierre Manent, Bernard Rougier, Pierre-Henri Tavoillot et Pierre Vermeren, au colloque Après la déconstruction : reconstruire les sciences et la culture organisé dans un amphithéâtre de la Sorbonne par le Collège de philosophie avec le soutien du Comité Laïcité République, qui  vise à battre en brèche les approches théoriques qui prennent « l'oppression comme grille exclusive d'analyse du réel », qui s'oppose à « la pensée woke » et la « cancel culture », aux approches constructivistes et plus spécifiquement aux études sur la « race » ou le genre. Une tribune signée par soixante-quatorze universitaires publiée dans Le Monde le 5 janvier 2022 dénonce cette « rhétorique réactionnaire [qui vise] à éliminer du vocabulaire des sciences sociales des termes tels que racisme systémique, privilège blanc, racisation, intersectionnalité, décolonialisme, termes prétendument dénués de toute rationalité, [et rappelant] le politiquement correct du début des années 1990. ».